# Municipio de Frankenlust
El municipio de Frankenlust (en inglés: Frankenlust Township) es un municipio ubicado en el condado de Bay en el estado estadounidense de Míchigan. En el año 2010 tenía una población de 3562 habitantes y una densidad poblacional de 59,69 personas por km².

## Geografía
El municipio de Frankenlust se encuentra ubicado en las coordenadas 43°32′20″N 83°58′30″O / 43.53889, -83.97500. Según la Oficina del Censo de los Estados Unidos, el municipio tiene una superficie total de 59.68 km², de la cual 54.53 km² corresponden a tierra firme y (8.63%) 5.15 km² es agua.

## Demografía
Según el censo de 2010, había 3562 personas residiendo en el municipio de Frankenlust. La densidad de población era de 59,69 hab./km². De los 3562 habitantes, el municipio de Frankenlust estaba compuesto por el 93.82% blancos, el 1.54% eran afroamericanos, el 0.39% eran amerindios, el 2.11% eran asiáticos, el 0.03% eran isleños del Pacífico, el 0.98% eran de otras razas y el 1.12% pertenecían a dos o más razas. Del total de la población el 2.84% eran hispanos o latinos de cualquier raza.